# F8 (альбом)
F8 — восьмий студійний альбом американського хеві-метал гурту «Five Finger Death Punch», випущений 28 лютого 2020 року. Це перший альбом гурту із барабанщиком Чарлі Енгеном, який приєднався до колективу після виходу барабанщика-засновника Джеремі Спенсера, і останній — з гітаристом Джейсоном Гуком . «F8» — перший альбом гурту, випущений під лейблом Better Noise Music.
Написаний і записаний з травня по жовтень 2019 року, «F8» вважається «відродженням» гурту (за словами гітариста Золтана Баторі).

## Передісторія
9 травня 2019 року гурт випустив відео, в якому оголосили про «нову платівку в процесі створення». 2 грудня 2019 року гурт випустив сингл «Inside Out», оголосивши, що їхній майбутній восьмий студійний альбом буде називатися «F8» і вийде 28 лютого 2020 року. За словами вокаліста гурту Айвена Муді, говорячи про головний сингл «Inside Out», він описує це як власну історію про свою боротьбу з залежністю. Що стосується самого альбому, то він назвав запис вибаченням після того, що він пережив через свою залежність і своїх друзів, яких він втратив у той час боротьби, таких як покійний вокаліст «Linkin Park» Честер Беннінгтон.

## Список пісень
Усі пісні написали Золтан Баторі, Джейсон Гук, Іван Муді та Кевін Чурко.
| #     | Назва                    | Тривалість |
| ----- | ------------------------ | ---------- |
| 1.    | «F8» (Intro)             | 1:15       |
| 2.    | «Inside Out»             | 3:46       |
| 3.    | «Full Circle»            | 3:22       |
| 4.    | «Living the Dream»       | 3:35       |
| 5.    | «A Little Bit Off»       | 3:11       |
| 6.    | «Bottom of the Top»      | 3:30       |
| 7.    | «To Be Alone»            | 3:45       |
| 8.    | «Mother May I (Tic Toc)» | 3:54       |
| 9.    | «Darkness Settles In»    | 4:41       |
| 10.   | «This Is War»            | 3:12       |
| 11.   | «Leave It All Behind»    | 3:31       |
| 12.   | «Scar Tissue»            | 2:53       |
| 13.   | «Brighter Side of Grey»  | 4:30       |
| 45:06 |                          |            |

| Додаткові пісні | Додаткові пісні           | Додаткові пісні |
| #               | Назва                     | Тривалість      |
| --------------- | ------------------------- | --------------- |
| 14.             | «Making Monsters»         | 3:03            |
| 15.             | «Death Punch Therapy»     | 3:08            |
| 16.             | «Inside Out (Radio Edit)» | 4:13            |
| 55:31           |                           |                 |

## Учасники запису
- Айвен Муді — вокал
- Золтан Баторі — ритм-гітара
- Джейсон Хук — соло-гітара, бек-вокал
- Кріс Кель — бас, бек-вокал
- Чарлі Енген — ударні, перкусія

## Чарти
| Чарт (2020)                                          | Найвища позиція |
| ---------------------------------------------------- | --------------- |
| Австралія Australian Albums (ARIA)                   | 2               |
| Австрія Austrian Albums (Ö3 Austria)                 | 2               |
| Бельгія Belgian Albums (Ultratop Flanders)           | 10              |
| Бельгія Belgian Albums (Ultratop Wallonia)           | 28              |
| Канада Canadian Albums (Billboard)                   | 10              |
| Чехія Czech Albums (ČNS IFPI)                        | 28              |
| Нідерланди Dutch Albums (MegaCharts)                 | 21              |
| Estonian Albums (Eesti Tipp-40)                      | 23              |
| Фінляндія Finnish Albums (Suomen virallinen lista)   | 1               |
| Франція French Albums (SNEP)                         | 58              |
| Німеччина German Albums (Offizielle Top 100)         | 2               |
| Угорщина Hungarian Albums (MAHASZ)                   | 8               |
| Італія Italian Albums (FIMI)                         | 84              |
| Нова Зеландія New Zealand Albums (Recorded Music NZ) | 36              |
| Норвегія Norwegian Albums (VG-lista)                 | 8               |
| Польща Polish Albums (ZPAV)                          | 20              |
| Шотландія Scottish Albums (OCC)                      | 3               |
| Іспанія Spanish Albums (PROMUSICAE)                  | 40              |
| Швеція Swedish Albums (Sverigetopplistan)            | 9               |
| Швейцарія Swiss Albums (Schweizer Hitparade)         | 4               |
| Велика Британія UK Albums (OCC)                      | 7               |
| UK Rock & Metal Albums (OCC)                         | 1               |
| US Billboard 200                                     | 8               |
| США Top Rock Albums (Billboard)                      | 2               |

| Чарт (2020)                        | Позиція |
| ---------------------------------- | ------- |
| German Albums (Offizielle Top 100) | 87      |
| US Top Rock Albums (Billboard)     | 55      |